# Газа
Га́за (араб. غَزَّة‎) — крупнейший по населению город сектора Газа в составе Палестинской национальной администрации. Население — 590 тысяч жителей (на 2017 год).

## История
Основан в глубокой древности (около 3000 года до н. э.), один из древнейших городов мира. Один из городов Филистимского Пятиградья. Упоминается в Библии 22 раза.
Во время ассирийских завоеваний Газа подвергалась частым нашествиям. Её царь, Ганнуну, упоминается в клинописных надписях. Другой царь, Циллибел, во время войны Синаххериба с Езекией не принимал участия в коалиции сирийских царей и получил от Синаххериба часть отнятых у Езекии земель. Во время падения Ассирии фараон Нехао овладел было на короткое время Газой (608 год до н. э.), но Навуходоносор II покорил всю Сирию, и под вавилонским владычеством Газа была ещё во времена Набонида. После падения Вавилона Газа сделалась на время самостоятельной и даже осмелилась оказать сопротивление Камбизу на пути его в Египет. В это время (525 год до н. э) Газа была населена семитскими племенами набатейцев, которых упоминают древние историки Диодор Сицилийский и Геродот. При Дарии и она пользовалась внутренним самоуправлением. В это время замечается усиление контактов с греками; однако, филистимлянская самобытность и исключительность долго ещё не уступали эллинизму.
Александр Великий в ноябре 333 года до н. э. встретил здесь почти такое же упорное сопротивление, как и в Тире; на осаду Газы ему пришлось потратить около 2 месяцев, причём он разрушил её стены и истребил значительную часть городского населения. Во время эпохи диадохов Газа подвергалась частым опустошениям. В 312 году до н. э. она была местом поражения Птоломеем Димитрия Полиоркета. Тогда Птоломей не мог удержать её за собой, но вновь занял её после сражения при Ипсе. Под египетским владычеством она оставалась до конца III века до н. э., когда ею овладел (203 год до н. э.) Антиох III. Под владычеством Селевкидов эллинизация Газы сделала быстрые успехи и превратила её в оплот эллинизма против возродившегося при Маккавеях иудейства. В 104 году до н. э. она обращалась за помощью против иудеев к Птоломею VIII Латуру, но он не успел спасти её, и она попала в руки Александра Янная.
Помпей (63 год до н. э.) освободил Газу, но при Ироде она опять попала в вассальные отношения к Иудее и сделалась свободной лишь после смерти Ирода. К началу н. э. основным населением Газы стали уже греки. В 66 году н. э. её сожгли восставшие иудеи. От II и III веков сохранилось много городских медных монет, частью автономных (с легендой Γάήα δήμον Γαζαίων), частью императорских. Существование первых указывает на привилегированное положение Газы.
Вследствие реформ Диоклетиана и Константина Газа была причислена к провинции Палестина I. Все писатели этого времени называют Газу значительным и богатым городом. Христианство появилось здесь очень рано, вследствие проповеди апостола Филиппа (Деян. VIII, 39). Апостол Филимон был первым епископом Газы. Но вообще христианство долго не пускало здесь глубоких корней. Константин отделил от полуязыческой Газы Маюму, где было много христиан, и назвал её Констанцией; но при Юлиане она снова была подчинена Газе. Дальнейшими успехами христианство обязано распространению монашества в окрестностях Газы, начавшемуся со святого Илариона Великого, а также неутомимой деятельности святого Порфирия, епископа газского, исходатайствовавшего у императора Аркадия эдикт о разрушении языческих храмов. Это не обошлось без бунта язычников и даже временного бегства епископа. Позже Газа сделалась центром умственной жизни и литературной деятельности; здесь стали процветать риторика, философия и поэзия с христианским направлением. Газская школа выставила немало риторов (Эней Газский, Зосим, Прокопий, Хорикий), философов, стремившихся сблизить учение Платона с христианством, и поэтов, писавших подражания Анакреонту, трагедии и монодии (Тимофей, Иоанн, Георгий).

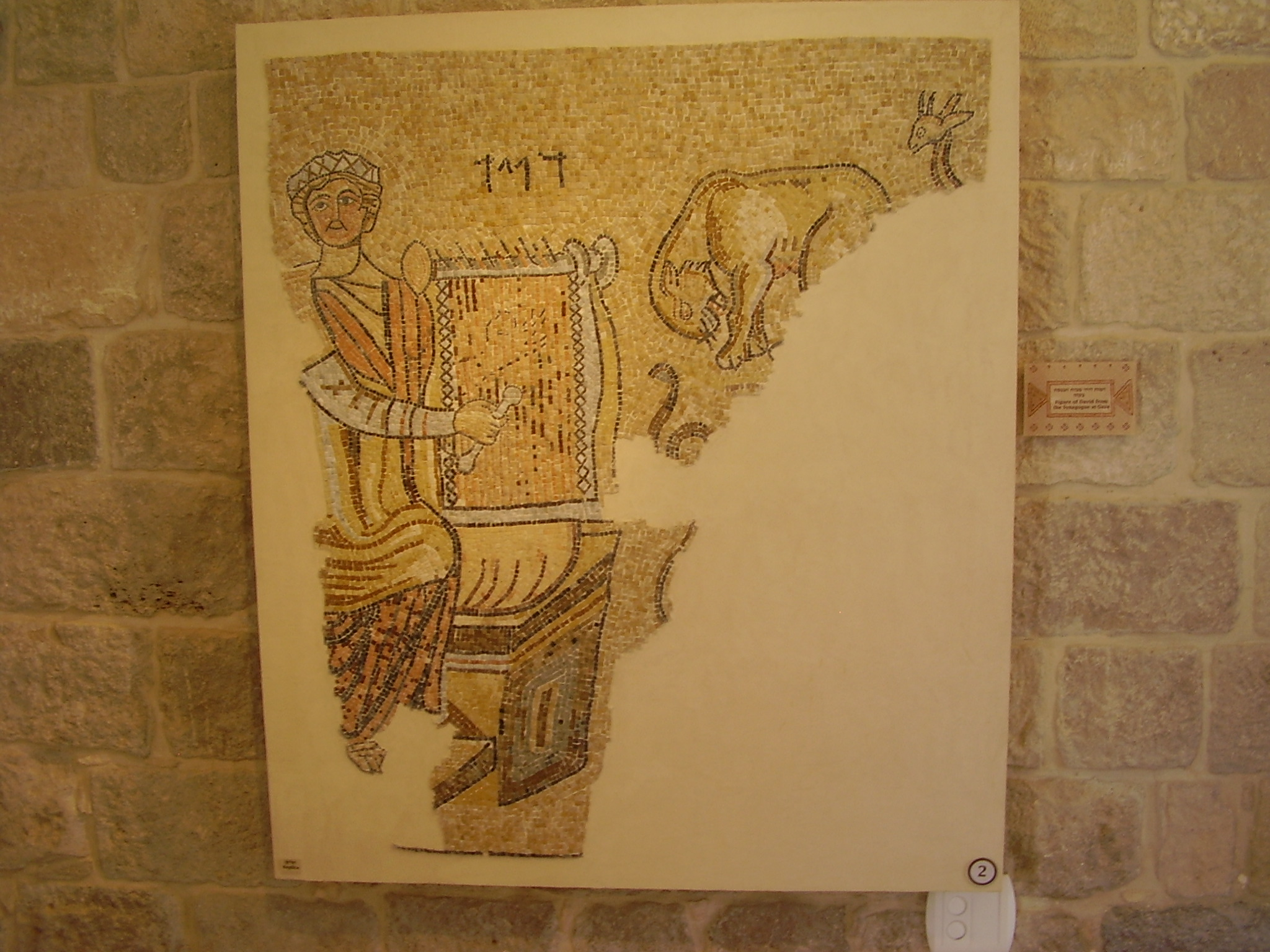
Синагогальная мозаика царя Давида

В 508 году в Газе была построена большая пятиэтажная синагога. В Газе процветали и другие искусства; она была пограничным пунктом и оплотом культурного мира. Но это пограничное положение у самой пустыни стало для неё роковым. Арабы не раз покушались овладеть ею; персам при Хозрое II это на время удалось, а в 634 году она окончательно попала в руки арабов.
В VII—IX веках город входил в Арабский халифат, в IX—XI веках находился под властью египетских династий Тулунидов, Ихшидидов, Фатимидов. В конце XI века захвачен крестоносцами, но после победы над ними египетского правителя Салах-ад-дина (1187) вернулся в состав египетских государств. В этот период Газа имела третье по величине еврейское население в Палестине после Иерусалима и Цфата вплоть до середины османского правления. В начале XVII века главным раввином Газы был рабби Исраэль бен Моше Наджара, поэт и знаток Торы. Во многих городах Израиля сегодня есть улицы, которые носят его имя. Перу раби Наджары принадлежит гимн «Йа рибон» — его поют за субботней трапезой во всех общинах Израиля. Раби Исраэль бен Моше Наджара умер в 1625 году и похоронен в Газе. Преемником на посту главного раввина Газы стал его сын. Один из представителей еврейской общины Газы Натан из Газы был известен как приверженец и «пророк» Шабтая Цви. Руины еврейской синагоги существуют в Газе до сих пор.
В 1516 году город был завоёван турками-османами и до 1917 года находился в составе Османской империи (в 1831—1840 под властью египетского паши Мухаммеда Али). В 1799 году был взят Наполеоном во время его Египетского похода.

## Арабо-израильский конфликт
В 1920—1947 гг. входил в состав Британского мандата в Палестине. В 1929 году евреи, проживавшие в Газе, были вынуждены покинуть город в результате арабских волнений. В ходе погромов по всей Палестине было убито 135 евреев. С целью умиротворения арабов англичане уступили их давлению и запретили евреям селиться в городе, в котором веками существовала еврейская община.
По решению Генеральной Ассамблеи ООН 29 ноября 1947 года включён в территорию будущего арабского государства. После Арабо-израильской войны 1948—1949 годов был оккупирован Арабской Республикой Египет, а после Шестидневной войны 1967 — Израилем.
С 1994 года находится под управлением Палестинской автономии, созданной в результате Соглашений в Осло между Израилем и Организацией освобождения Палестины (ООП) в 1993 году.
В 2007 году власть в городе захватила группировка ХАМАС. ХАМАС признан террористической организацией Израилем, Канадой, США, Японией и Европейским союзом, а также запрещён в Иордании и Египте. В Австралии и Великобритании террористическим признают только военное крыло ХАМАСа. В России ХАМАС террористической организацией не признан. Поскольку программа ХАМАСа предполагает уничтожение Государства Израиль и его замену на исламскую теократию, его руководство, придя к власти, отказалось признать соглашения с Израилем, заключённые ООП, и разоружить своих боевиков. Газа превратилась в анклав анархии и терроризма. В результате ряд государств, ранее финансировавших автономию, начал экономические санкции, а Израиль и Египет блокировали город.
Бойкот и блокада привели к тяжёлым последствиям для экономики и населения города, но обстрелы территории Израиля из сектора Газа не прекращались. В январе 2009 года Израиль провёл операцию «Литой свинец», целью которой было прекращение обстрелов. При этом ряд государств обвинил Израиль в чрезмерном употреблении силы. В результате операции обстрелы Израиля были сведены к минимуму, однако при этом было убито около 1400 палестинцев, тысячи домов, фабрик и общественных зданий были разрушены, что ещё более усугубило последствие продолжающейся блокады. Комиссия Совета ООН по правам человека под руководством Ричарда Голдстоуна обвинила Израиль и ХАМАС в совершении военных преступлений в ходе операции. Президент Израиля и лауреат Нобелевской премии мира Шимон Перес назвал выводы этой комиссии «насмешкой над историей». Специально назначенная комиссия ООН под председательством Йена Мартина, расследовавшая различные аспекты антитеррористической операции «Литой свинец», подготовила доклад, содержащий жёсткие обвинения в адрес Армии обороны Израиля. Его авторы отметили, что ещё до начала этой военной операции Израиль ввёл блокаду в отношении Газы, проводил систематическую политику по изоляции сектора, что представляет собой коллективное наказание всех жителей этого района. Чиновники ООН утверждают, что израильские военные умышленно обстреливали гражданские объекты, например, принадлежащие Агентству ООН по помощи палестинским беженцам (UNRWA). Особое внимание комиссия уделила таким эпизодам и фактам, как «намеренный обстрел госпиталя Al Qods разрывными снарядами и снарядами, содержащими белый фосфор» и «обстрел госпиталя Al Wafa». Оба этих эпизода могут быть квалифицированы как «нарушения международного гуманитарного права». Работы по их восстановлению откладываются из-за продолжающейся блокады сектора, ограничивающей возможности по ввозу строительных материалов.
В ходе действий Израиля погибло более 1400 человек. Из них от 500 до 700 представителей ХАМАС и палестинских полицейских и от 500 до 900 мирных жителей, среди которых сотни детей. Более 5000 человек ранено.
В ноябре 2012 года боевые действия между Израилем и ХАМАС возобновились. После одностороннего вывода еврейских поселений Гуш-Катиф арабское население Газы продолжает лечиться в израильских больницах.
7 октября 2023 года вооруженные силы ХАМАС атаковали Израиль и запустили по его территории более 5000 боеголовок, было убито не менее 1300 израильтян, включая 348 военных и 59 полицейских. Наземные силы ХАМАС перешли границу сектора Газа и заняли несколько населённых пунктов, угнав в плен 224 человека. После ответной атаки Израиля по Газе, более 150 боеголовок были запущены в Тель-Авив. Общее число погибших составило более 600 человек. Утром 8 октября на северном направлении начались бои за Газу.
Премьер-министр Израиля Биньямин Нетаньяху призвал жителей Газы эвакуироваться, заявив: «Мы превратим все места в этом городе зла, где прячется ХАМАС, в руины. Израильская армия задействует всю свою мощь. Жители Газы, уходите оттуда немедленно».
13 ноября 2023 года официальный представитель Офиса премьер-министра Израиля Ариэль Гольдштейн заявил, что ХАМАС потерял контроль над городом. В доказательство было опубликовано фото бригады «Голани» в здании Законодательного совета ХАМАС.

## Климат
Климат Газы — субтропический средиземноморский, с жарким летом и мягкой зимой. Среднегодовой уровень осадков составляет около 300 мм, все они выпадают в период с ноября по март. Самые жаркие месяцы: июль и август, самые холодные: январь и февраль. Средний минимум в январе-феврале составляет 7 °C, а средний максимум в июле-августе 33 °C.

## Население
По данным Палестинского центрального бюро статистики на 1997 год, население города Газа вместе с примыкающим к нему лагерем беженцев Аль-Шати составляло 353 115 человек. Доля мужчин: 50,9 %, женщин: 49,1 %. Доля лиц в возрасте до 19 лет составляла 60,8 %; в возрасте от 20 до 44 лет: 28,8 %; от 45 до 64 лет: 7,7 %; более 64 лет: 3,9 %. По данным на 1998 год 51,8 % населения Газы составляли беженцы и их потомки. Более 90 % населения в возрасте более 10 лет грамотно (на 1997 год).
Динамика численности населения:
| Год  | Население     |
| ---- | ------------- |
| 1569 | 6 000         |
| 1838 | 15 000-16 000 |
| 1882 | 16 000        |
| 1897 | 36 000        |
| 1906 | 40 000        |
| 1914 | 42 000        |
| 1922 | 17 426        |
| 1931 | 17 046        |
| 1945 | 34 250        |
| 1982 | 100 272       |
| 1997 | 306 113       |
| 2007 | 449 221       |
| 2012 | 590 481       |

## Религия
Подавляющее большинство населения Газы — мусульмане-сунниты.
Общая численность христиан — 2 тыс. человек. В городе имеется греко-православная христианская община, возглавляемая архиепископом Газы. Главная церковь — храм Святого Порфирия (под юрисдикцией Иерусалимского патриарха). Также имеется католическая община (церковь Святого Семейства). Некоторое время в Газе существовала община баптистов, но после 2007 года она была вынуждена перебраться на Западный берег реки Иордан.

## Достопримечательности
- Великая мечеть, построенная на месте храма Дагона, старейший и крупнейший храм в секторе Газа.
- Археологический музей Газы (Al Mat’haf).
- Мечеть Саида аль-Хашима.
- Мечеть Катиб аль-Вилайя.
- Мечеть Ибн Усмана.
- Церковь Святого Порфирия.

## Образование
В городе есть несколько университетов, где учатся 28 500 студентов. Самым значительным из них является Университет Аль-Азхар.

## Транспорт

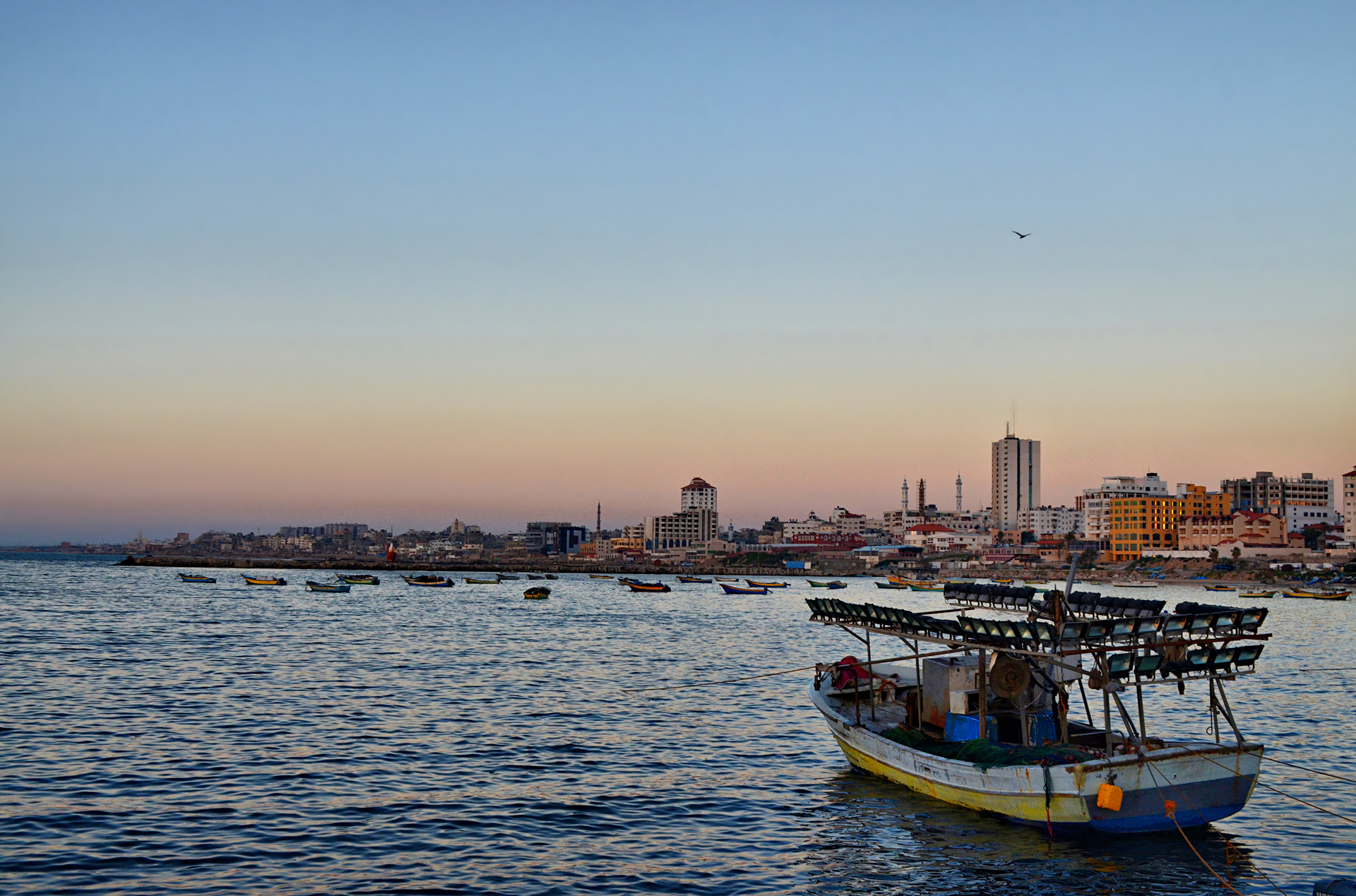
Порт Газы

Газа — портовый город. Сухопутное сообщение осуществляется с помощью автомобильных дорог.

## Города-побратимы
- Барселона (исп. Barcelona), Испания
- Дюнкерк (фр. Dunkerque), Франция
- Турин (итал. Torino), Италия
- Кашкайш (порт. Cascais), Португалия
- Агадир (араб. اݣادير‎), Марокко
- Тель-Авив (ивр. תֵּל אָבִיב-יָפוֹ‎), Израиль[38]
- Тромсё (норв. Tromsø), Норвегия
- Тебриз (перс. تبریز‎, азерб. تبریز Təbriz), Иран